# تأمین مالی اقلیم

سرمایه گذاری در انرژی پایدار (انرژی پاک) نمونه ای از تامین مالی اقلیم است. از سال ۲۰۲۳، به دلیل قیمت بالای سوخت‌های فسیلی و حمایت از سیاست رو به رشد در کشورهای مختلف، افزایش یافته است.

تأمین مالی آب‌وهوا یا تأمین مالی اقلیم (انگلیسی: Climate finance) «تأمین هزینه‌ای است که هدف آن کاهش انتشار و افزایش
محدود ساختن خطرهای ناشی از گازهای گلخانه‌ای و در نتیجه کاهش آسیب‌پذیری، حفظ و افزایش انعطاف‌پذیری سیستم‌های انسانی و زیست‌محیطی در برابر تأثیرات منفی تغییرات اقلیمی است»؛ همان‌گونه که در چارچوب سازمان ملل متحد تعریف شده‌است: کنوانسیون چارچوب سازمان ملل متحد درباره تغییر اقلیم (UNFCCC) کمیته دائمی امور مالی. این اصطلاح در معنای محدود برای اشاره به انتقال منابع عمومی از کشورهای توسعه یافته به کشورهای در حال توسعه، با توجه به تعهدات کنوانسیون آب و هوای سازمان ملل متحد برای تأمین «منابع مالی جدید و اضافی»، است و در معنای وسیع‌تر برای اشاره به همهٔ هزینه‌ها استفاده می‌شود. جریان‌های مربوط به کاهش و انطباق تغییرات آب و هوایی.
بیست و یکمین جلسه کنفرانس احزاب (COP) UNFCCC (پاریس ۲۰۱۵) عصر جدیدی را برای تأمین مالی، سیاست‌ها و بازارهای آب و هوا معرفی کرد. توافقنامه پاریس که در آنجا به تصویب رسید، یک برنامهٔ اقدام جهانی را تعریف کرد تا جهان را در مسیری قرار دهد تا از تغییرات خطرناک آب و هوایی با محدود کردن افزایش گرمایش زمین به کمتر از ۲ درجه سانتیگراد بالاتر از سطح قبل از صنعتی شدن جلوگیری کند. این شامل تأمین مالی آب و هوایی است که توسط نهادهای ملی، منطقه‌ای و بین‌المللی برای پروژه‌ها و برنامه‌های کاهش تغییرات اقلیمی و سازگاری با آن انجام می‌شود. آنها شامل مکانیسم‌های حمایتی ویژه آب و هوا و کمک‌های مالی برای فعالیت‌های کاهش و انطباق هستند تا از طریق ظرفیت‌سازی، تحقیق و توسعه و پیشرفت اقتصادی، انتقال به سمت رشد و توسعه کم کربن و مقاوم در برابر اقلیم را تحریک کنند.
این نظرسنجی در سال ۲۰۲۱ نشان داد که شرکت‌های اتحادیه اروپا نسبت به شرکت‌های آمریکایی احتمال بیشتری برای سرمایه‌گذاری در زمینهٔ آب و هوا دارند. تا نوامبر ۲۰۲۰، بانک‌های توسعه و تأمین مالی خصوصی به ۱۰۰ میلیارد دلار سرمایه‌گذاری سالانه مقرر در مذاکرات آب و هوایی سازمان ملل برای سال ۲۰۲۰ نرسیده بودند. با این حال، در مواجهه با رکود اقتصادی همه‌گیری کووید-۱۹، ۴۵۰ بانک توسعه متعهد شدند که بودجه «بازیابی سبز» را در کشورهای در حال توسعه تأمین کنند.